# Giorgio Moroder
Giovanni Giorgio Moroder (Urtijëi, Val Gardena, Trentino - Tirol del Sud, Itàlia, 26 d'abril de 1940) és un productor i compositor musical italià que va innovar l'anomenada música disco, amb un gran ús de sintetitzadors en la dècada de 1970, obrint camí perquè més tard fos anomenat Techno. Guanyador de Premis Oscar, com a compositor, com a productor musical és particularment conegut pel seu treball amb Donna Summer, en cançons com "Love to Love You Baby" i "I Feel Love", la poderosa seqüència de sintetitzador baix és cèlebre i molt reproduïda per altres grups.

## Biografia
El 1968 es va traslladar a Múnic i va guanyar prestigi quan el 1970 va ser guardonat amb un disc d'or. Va ser el fundador de Musicland Studios (1970-1990) a Múnic, que va ser la casa editora de cantants en el rang de Led Zeppelin, Queen i Elton John durant gran part de les dècades de 1980 i 1990. Moroder va tenir diversos èxits com Son of My Father de 1972.
El 1978 va gravar "The Chase", tema de la pel·lícula "l'Exprès de mitjanit" ("Midnight Express") per la qual va obtenir l'Oscar a la millor banda sonora.
Entre 1977 i 1979 va llançar l'àlbum "From Here to Eternity". El 1979 va produir el seu àlbum E = MC². Aquest disc va fer un il·lustre precedent en tecnologia: va ser el primer a gravar-se en forma digital utilitzant samplers, seqüenciadors, teclats modulars, vocoders, marcant un abans i un després en la música Techno. Si Kraftwerk experimentava amb sons electrònics sintètics, Moroder ho feia per produir música ballable.
També va produir melodies disco per al grup femení The Three Degrees, a més va exercir de productor i/o compositor per a artistes com Madleen Kane, Olivia Newton-John, Melissa Manchester, Debbie Harry, Nina Hagen, Sigue Sigue Sputnik, David Bowie, etc.
A la dècada dels vuitanta, va produir música per a les bandes sonores de moltes pel·lícules, com "The Never Ending Story", "Cat People" (amb el tema central cantat per David Bowie), "American Gigolo" (el seu tema central "Call Me", compost per Moroder i Debbie Harry va ser un èxit per al grup d'aquesta, Blondie), i "Scarface", entre d'altres.
El 1983 la pel·lícula "Flashdance" va rebre l'Oscar a la millor cançó interpretada per la cantant nord-americana Irene Cara per la seva cançó "What a Feeling".
El 1984 va compondre la banda sonora del film "Electric Dreams", el tema homònim, cantat per Philip Oakey (líder de The Human League) va tenir cert èxit comercial. El mateix any, va produir la restauració del clàssic de cinema mut "Metropolis". Esta versió editada i modificada, incloïa l'acoloriment d'escenes i per descomptat una moderna banda sonora que a més d'efectes electrònics i passatges instrumentals i sintètics creats per Moroder, comptava amb cançons originals interpretades per Jon Anderson, Bonnie Tyler, Freddie Mercury, Pat Benatar, Adam Ant, Billy Squier i Loverboy.
El 1986 la seva cançó "Take My Breath Away", tema principal del film "Top Gun" i interpretada per la banda new wave Berlín també va rebre l'Oscar a la millor cançó. També va compondre el tema "The Fight" per a la pel·lícula interpretada per Sylvester Stallone "Over the Top". Va escriure els temes oficials per als Jocs Olímpics de Los Angeles 1984, els Jocs Olímpics d'Estiu de 1988 i la Copa del Món de Futbol de 1990.
L'any 2004, Moroder va ser homenatjat al Dance Music Hall of Fame, a Nova York, pel seu excel·lent treball com a productor. L'any 2005 va ser condecorat pel president d'Itàlia amb el grau honorífic de Commendatore.
Actualment viu a la ciutat de Los Angeles, Beverly Hills, amb la seva dona Francisca i el seu fill Alex.

## Discografia
- 1969: That's Bubblegum - That's Giorgio
- 1972: Son of My Father
- 1974: Giorgio's Music
- 1975: Einzelganger
- 1976: Knights in White Satin
- 1977: From Here to Eternity
- 1978: Giorgio and Chris - Love's in You, Love's in Me
- 1978: Midnight Express (soundtrack)
- 1978: Battlestar Galactica (banda sonora)
- 1979: E = mc2
- 1980: American Gigolo (banda sonora)
- 1982: Cat People (banda sonora)
- 1983: Solitary Men (amb Joe Esposito)
- 1983: Scarface (banda sonora)
- 1984: Metropolis (banda sonora)
- 1984: Electric Dreams (banda sonora)
- 1990: To Be Number One
- 1992: Forever Dancing
- 1998: Moroder and Moroder Art Show (limitat a 100 còpies)